# المنظمة الدولية للثقافة التركية
المنظمة الدولية للثقافة التركية (لغة تركية: Uluslararası Türk Kültürü Teşkilatı، ‏TÜRKSOY؛ (بالإنجليزية: International Organization of Turkic Culture)) هي منظمة ثقافية دولية للبلدان ذات جاليات تركية، وتتكلم لغات تنتمي لأدارة المشتركة للفنون والثقافة التركية إلى عائلة اللغات التركية. اختصار الاسم الرسمي السابق للمنظمة هو "Türk Kültür ve Sanatları Ortak Yönetimi" - الإدارة المشتركة للفنون والثقافة التوركية «تورك‌سوي» Türksoy هو اسم تركي مركب، يتكون من مقطعين «تورك» (التوركي) و«سوي» (الأصل)، أي الأصل التركي.
الأمين العام لتورك‌سوي هو دويسن كاسينوف، وزير الثقافة القزخي السابق. يقع المقر الرئيسي لتورك‌سوي في أنقرة، تركيا.

## البداية
تعود المنظمة بجذورها إلى لقاءات في عام 1992 في باكو وإسطنبول، حيث أعلن وزراء الثقافة من أذربيجان، قزخستان، قيرغيزستان، أوزبكستان، تركيا وتركمنستان تعهدهم بالتعاون في إطار ثقافي مشترك. وتأسست «توركسوي» بعد ذلك بمقتضى اتفاقية وُقـِّعت في 12 يوليو 1993 في ألماتي.
عام 1996، تأسس تعاون رسمي بين تورك‌سوي واليونسكو، تشمل المشاورات المتبادلة والتمثيل المتبادل.
أُعلن أن تورك‌سوي ستندمج في المجلس التركي حديث التأسيس، وهو منظمة جيوسياسية للبلدان التركية تأسست في 3 نوفمبر 2009.

## الأعضاء
في 2013، كانت تورك‌سوي تضم ست دول أعضاء وثمان دول مراقبة غير سيادية.
| الدولة العضو  | اللغة             | الهوامش                                                                     |
| ------------- | ----------------- | --------------------------------------------------------------------------- |
| أذربيجان      | الأذربيجانية      |                                                                             |
| كازاخستان     | القزخية           |                                                                             |
| قرغيزستان     | القيرغيزية        |                                                                             |
| تركيا         | التركية           |                                                                             |
| تركمانستان    | التركمانية        |                                                                             |
| أوزبكستان     | الأوزبكية         |                                                                             |
| الدولة العضو  | اللغة             | الهوامش                                                                     |
| جمهورية ألطاي | الألطية           | كيان اتحادي روسي.                                                           |
| غاغاوزيا      | الغاغاوزية        | منطقة ذاتية الحكم في مولدوفا.                                               |
| باشكورستان    | البشكيرية         | كيان اتحادي روسي.                                                           |
| خقاسيا        | الخاكاسية         | كيان اتحادي روسي.                                                           |
| قبرص الشمالية | اللغة التركية     | جمهورية مستقلة بحكم الأمر الواقع معترف بها فقط من قبل تركيا؛ انظر نزاع قبرص |
| ياقوتيا       | الساخية (الياكوت) | كيان اتحادي روسي.                                                           |
| تتارستان      | التترية           | كيان اتحادي روسي.                                                           |
| توفا          | التوفانية         | كيان اتحادي روسي.                                                           |

## وصلات خارجية
- (بالتركية) (بالإنجليزية) (بالروسية) TÜRKSOY Website